# Општина Валени (Васлуј)
Валени (рум. Vãleni) општина је у Румунији у округу Васлуј.
Oпштина се налази на надморској висини од 122 m.